# Linia kolejowa Krośniewice – Ostrowy Wąskotorowe
Linia kolejowa Krośniewice – Ostrowy Wąskotorowe – zamknięta dla ruchu pasażerskiego i towarowego wąskotorowa linia kolejowa łącząca stację Krośniewice ze stacją Ostrowy Wąskotorowe.

## Historia
Linia została otwarta w 1910 roku. Pierwotny rozstaw szyn wynosił 750 mm. W 1914 roku zmieniono rozstaw szyn na 600 mm. Pomiędzy rokiem 1953 a 1955 nastąpiła ponowna zmiana rozstawu na 750 mm. 1 kwietnia 2008 roku nastąpiło zamknięcie linii dla ruchu pasażerskiego i towarowego.